# Monte Antuni
Monte Antuni, nota semplicemente anche come Antuni, è una frazione disabitata del comune di Castel di Tora (RI), nel Lazio.

## Geografia fisica

### Territorio
Il piccolo borgo medievale di Monte Antuni sorge a circa 696 m s.l.m. sulla sommità dell'omonimo monte collocato quasi al centro del lago del Turano e raggiungibile a piedi tramite un lembo di terra. Situato nel territorio comunale di Castel di Tora ricade nell'area protetta della riserva naturale Monte Navegna e Monte Cervia, nella zona dei monti Carseolani, in provincia di Rieti.

## Storia

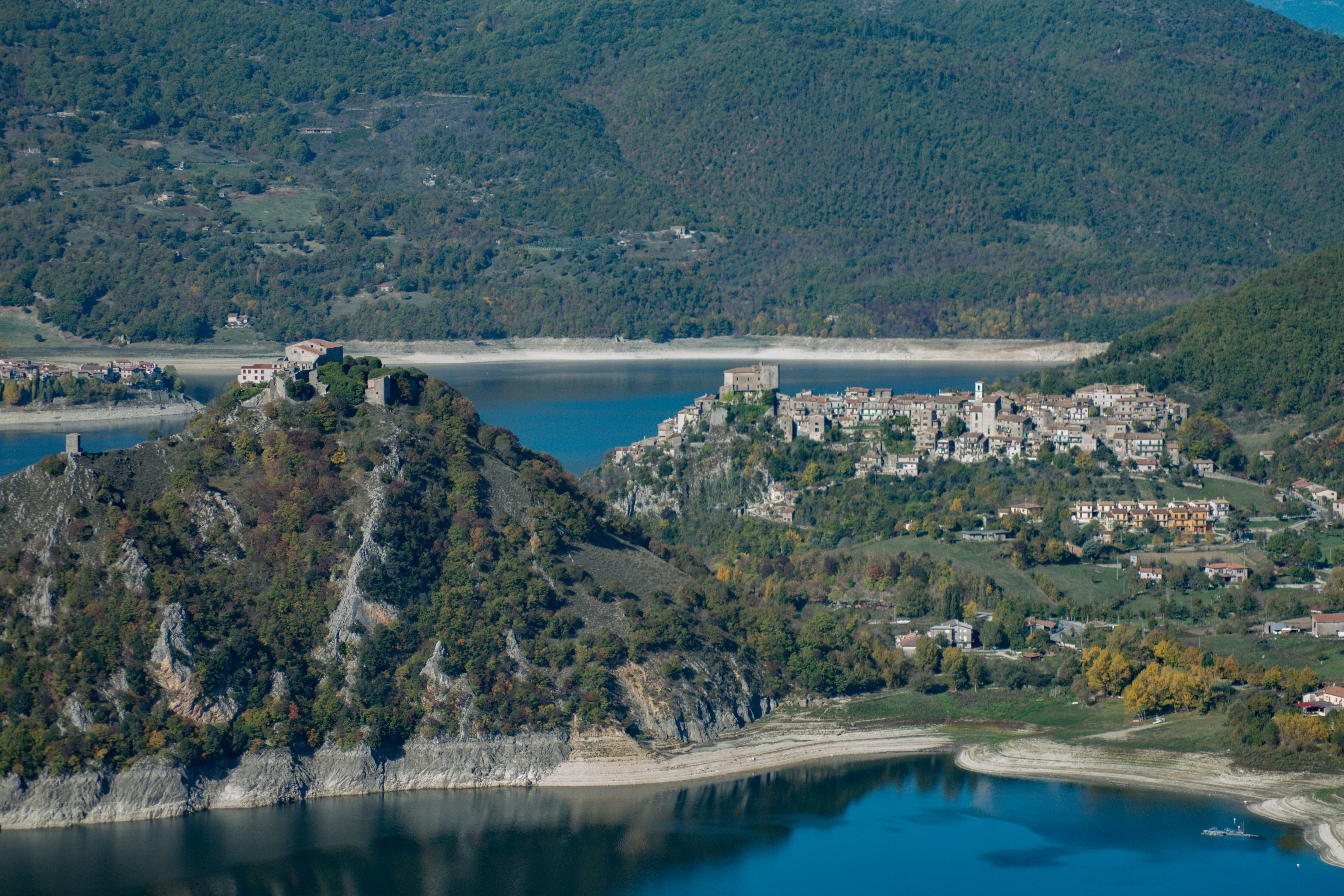
Veduta di Monte Antuni e Castel di Tora dal monte Navegna

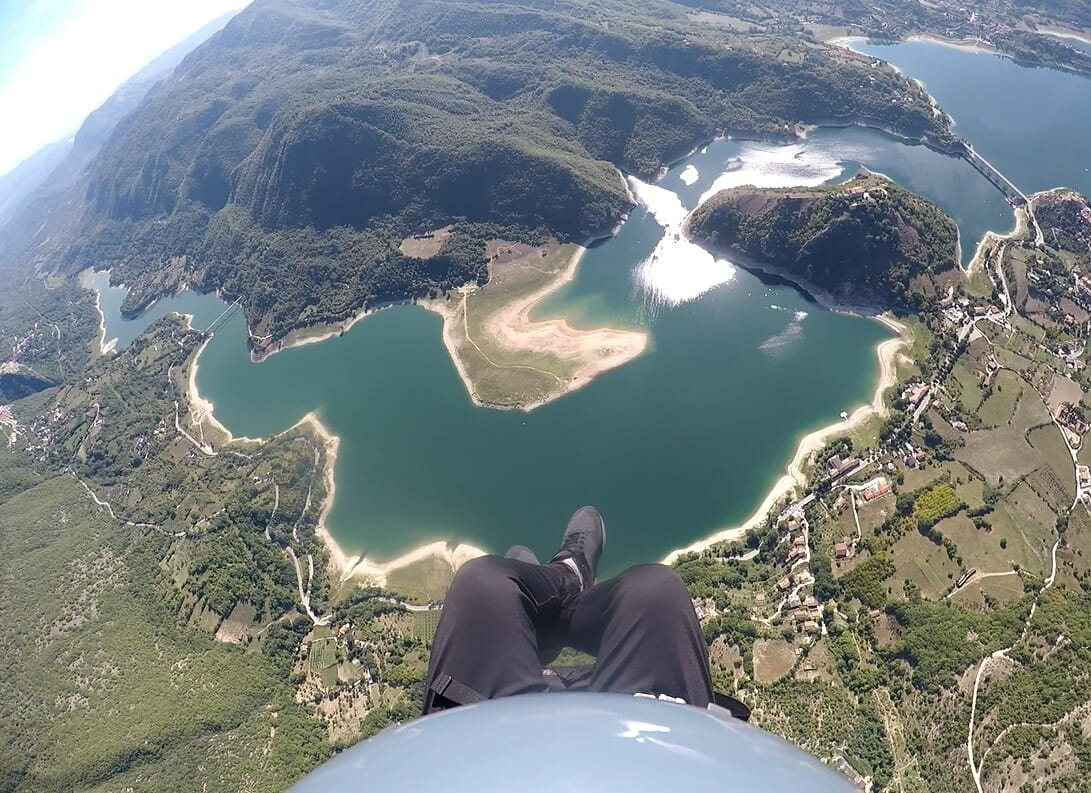
Veduta dal parapendio

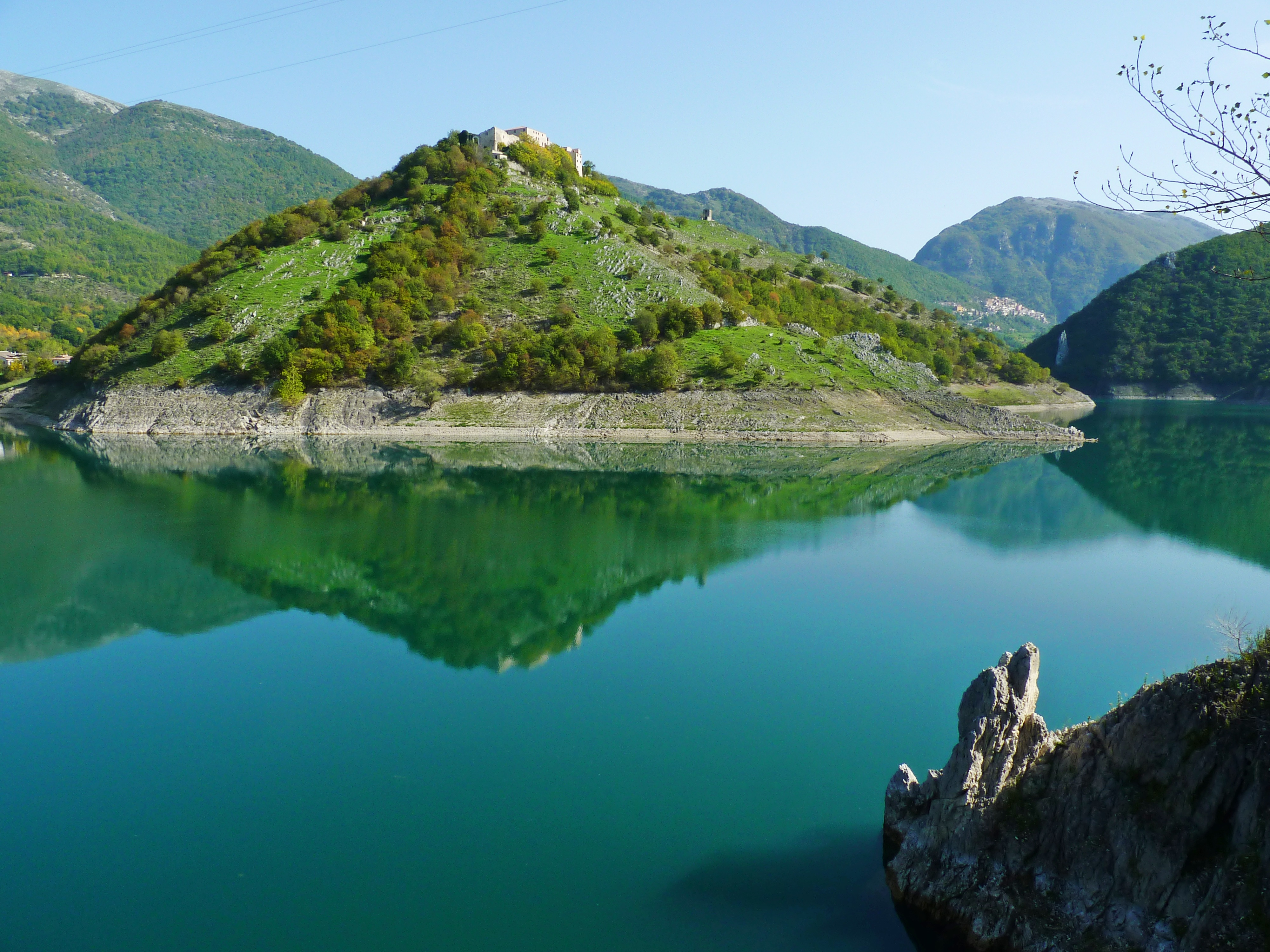
Monte Antuni e il lago del Turano

Secondo alcuni storici il territorio di Antuni era anticamente collocato vicino alla città antica di Thora nel municipium di epoca romana della Res publica Aequiculanorum che controllava l'ampia area inclusa tra il Cicolano e l'alta valle dell'Aniene. La fondazione del borgo medievale sarebbe databile intorno all'inizio dell'XI secolo. La prima citazione del Castrum Antoni risale al 1092 quando documenti storici ed ecclesiastici attestano la donazione di alcuni possedimenti della famiglia longobarda dei Guidoneschi all'abbazia di Farfa. Tra il XVI e il XVIII secolo si alternarono al possesso del feudo numerose famiglie come i nobili Brancaleoni, possessori nel Cinquecento di alcune aree dell'Appennino centrale, i Cesarini, i Mattei, i Lante della Rovere e i Gentili, con il marchese Filippo che fu signore di Antuni nel 1720. Margherita Sparapani rinunciò nel 1816 alla proprietà che poco dopo passò alla nobile famiglia viterbese dei Del Drago. Elevato a principato da Papa Gregorio XVI il 19 giugno 1832 ha vissuto il susseguirsi di alcuni principi come Urbano, I principe di Mazzano ed Antuni, Filippo Massimiliano, Alfonso, Giovanni Francesco e Clemente. In epoca contemporanea due sono stati gli eventi che hanno caratterizzato la storia del borgo, il primo è avvenuto nel 1939 quando attraverso la costruzione della diga di Posticciola fu realizzato il lago artificiale del Turano che circonda quasi completamente il monte di Antuni. Il secondo accadde verso la fine della seconda guerra mondiale quando un bombardamento aereo colpì erroneamente in pieno il nucleo urbano medievale causando gravissimi danni. Lo spopolamento completo del borgo risale agli anni cinquanta, mentre il recupero architettonico e la rivitalizzazione di Monte Antuni ha avuto inizio nel corso degli anni novanta.

## Monumenti e luoghi d'interesse

### Architetture religiose
Eremo di San SalvatoreEremo trecentesco dedicato a Gesù Salvatore edificato su una cappella rupestre, è situato sul monte Antuni non distante dal borgo. In basso sono collocati l'isolotto e i ruderi medievali di Cornito, visibili soltanto quando scende il livello delle acque del lago del Turano.
- Nel borgo disabitato si trovano i ruderi della chiesa medievale[6].

### Architetture civili
Castello-palazzo Del DragoIl castello originario fu edificato durante il Medioevo per difendere e controllare il territorio turanense. Nel corso dell'Ottocento fu adeguato a palazzo nobiliare dai Del Drago. Gravemente danneggiato dal bombardamento aereo del 1944 è stato parzialmente recuperato.
- Ponte cinquecentesco e arco d'ingresso[6].
- Resti delle mura del borgo fortificato[6].

### Aree naturali
- Cascata delle Vallocchie[5].
- Labirinto di Monte Antuni, progettato da Renata Garutti è stato inaugurato nel 2015[7].
- Valle del Turano.
- Monti Carseolani.
- Riserva naturale Monte Navegna e Monte Cervia[7].

## Cultura

### Cinema
Nel 1954 nel borgo disabitato di Monte Antuni fu girato il film Il cielo è vicino del regista svizzero Enrico Pratt. Tra le location del film Darkside Witches realizzato nel 2015 da Gerard Diefenthal figura il palazzo Del Drago.

## Infrastrutture e trasporti

### Strade
Il bivio per il borgo di Monte Antuni si trova a Monte di Tora, nel territorio comunale di Castel di Tora, lungo la strada provinciale 34 Turanense che collega Carsoli, in Abruzzo, al territorio della valle del Turano.